# Dicreosaure
El dicreosaure (Dicraeosaurus) és un gènere de petit dinosaure diplodocoïdeu que va viure al Juràssic superior. Les seves restes fòssils foren trobades a Tanzània i foren descrites per Werner Janensch l'any 1914.

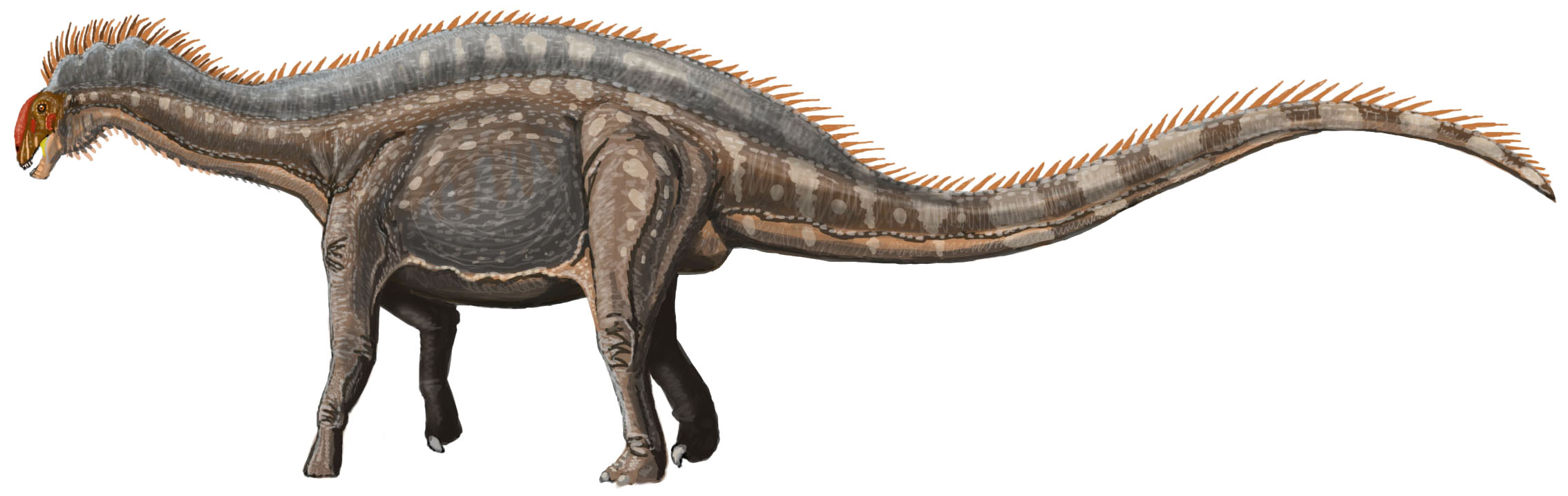
Concepció artística d'un Dicraeosaurus
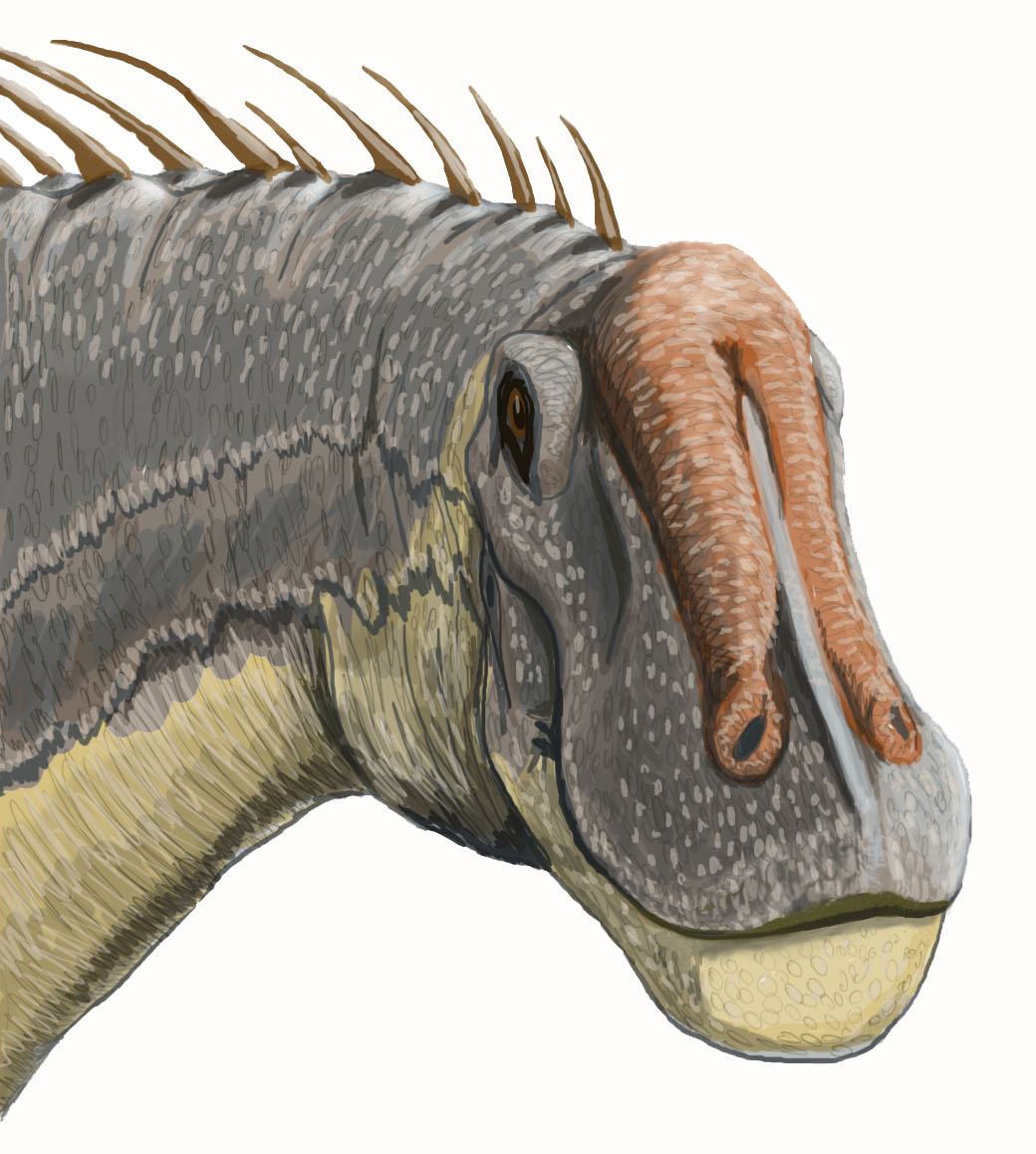
Concepció artística del cap
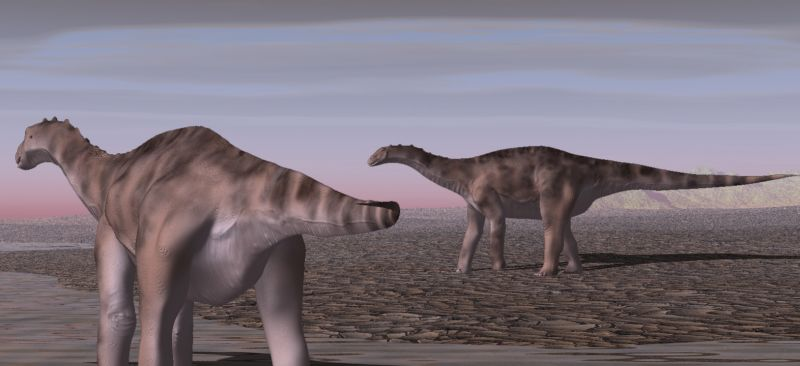
Un parell de D. hansemanni